# Діксі Еванс
Мері Лі «Діксі» Еванс (англ. Dixie Evans, 28 серпня 1926 — 3 серпня 2013) — американська танцівниця бурлеску та стриптизерка.

## Кар'єра
Еванс була найбільш відома пародією на бурлеск, яку вона виконала в образі Мерилін Монро. Перш ніж стати зірковою танцівницею Еванс увійшла в шоу-бізнес як модель, а потім і як співачка. На початку 1950-х років вона була головною зіркою бурлеску на Західному узбережжі. Коли до неї звернувся продюсер Гарольд Мінскі з обіцянкою постійної роботи в його мережі театрів, якщо вона адаптує свою сценічну персону до тогочасної висхідної зірки Мерилін Монро, то вона Спочатку була проти, але незабаром погодилася. Як і інші стриптизерки того часу (включно з Лілі Сент-Сір і Дженні Лі), Еванс була надзвичайно відомою у нічних клубах. Еванс Монро-бурлеск Еванс був трюком танцюриста. Її дії пародіювали фільми Монро та відомі аспекти життя Монро.
У реальному житті в Еванс були на три дюйми більші за груди, ніж Монро: Еванс (40-26-34) і Монро (37-24-35). За словами журналістів, Еванс була дуже схожою на Монро. Коли Монро померла в 1962 Еванс підготувала триб'ют-шоу, яке було добре сприйняте критиками та глядачами. Після смерті Монро вона почала відчувати занепокоєння через те, що її іноді приймали за мертву зірку, і зупинила виступи, замінивши їх пародією на Ірму Ла Дус. Коли їй було близько тридцяти, вона пішла з виступів і допомогла організувати розваги на курорті.
Після смерті її близької подруги та танцівниці Дженні Лі в 1990 році Еванс взяла на себе керівництво щорічними зустрічами Ліги екзотичних танцівників. У 1991 році Еванс почав проводити щорічні шоу зі збору коштів для підтримки музею та його фондів. Музей складався з сотень експонатів, які використовувалися в бурлескних виступах артистів протягом багатьох років, і був перенесений зі свого початкового місця у 2005-2006.
Еванс повернулася до модельного бізнесу наприкінці 1980-х і відновила виступи, пізніше обмежившись виступами на сцені.
Її останнє повноцінне втілення Монро, було на заході Tease-O-Rama 2002 року, де вона імітувала виконання Монро «Runnin' Wild» із фільму У джазі тільки дівчата.
Вона також проводила численні екскурсії музеєм у його початковому місці та розповідала відвідувачам уривки своїх старих номерів Монро своїм неймовірно точним голосом, схожим на Монро.
Еванс померла у Лас-Вегасі у віці 86 років.